# Hippodrome de Baron
L'hippodrome de Baron ou hippodrome du Baron est un hippodrome français situé sur la commune de Larroque-Saint-Sernin près de Castéra-Verduzan dans le département du Gers

## Histoire
Classé 1re catégorie on y organise huit réunions hippiques par an.

## Infrastructures
Il est constitué :
- d'une piste de plat en herbe (Corde à droite) d'une longueur de 1 400 m et largeur 15 m (Cat.2A)
- d'une piste de trot cendrée d'une longueur de 1 280 m, et largeur 20 m (Cat.2A) Longueur de la ligne d'arrivée : 300 m
- d'une piste d'obstacles d'une longueur 1 200 m + "huit" (Cat.2A)[2]

L'hippodrome de Baron en 2021
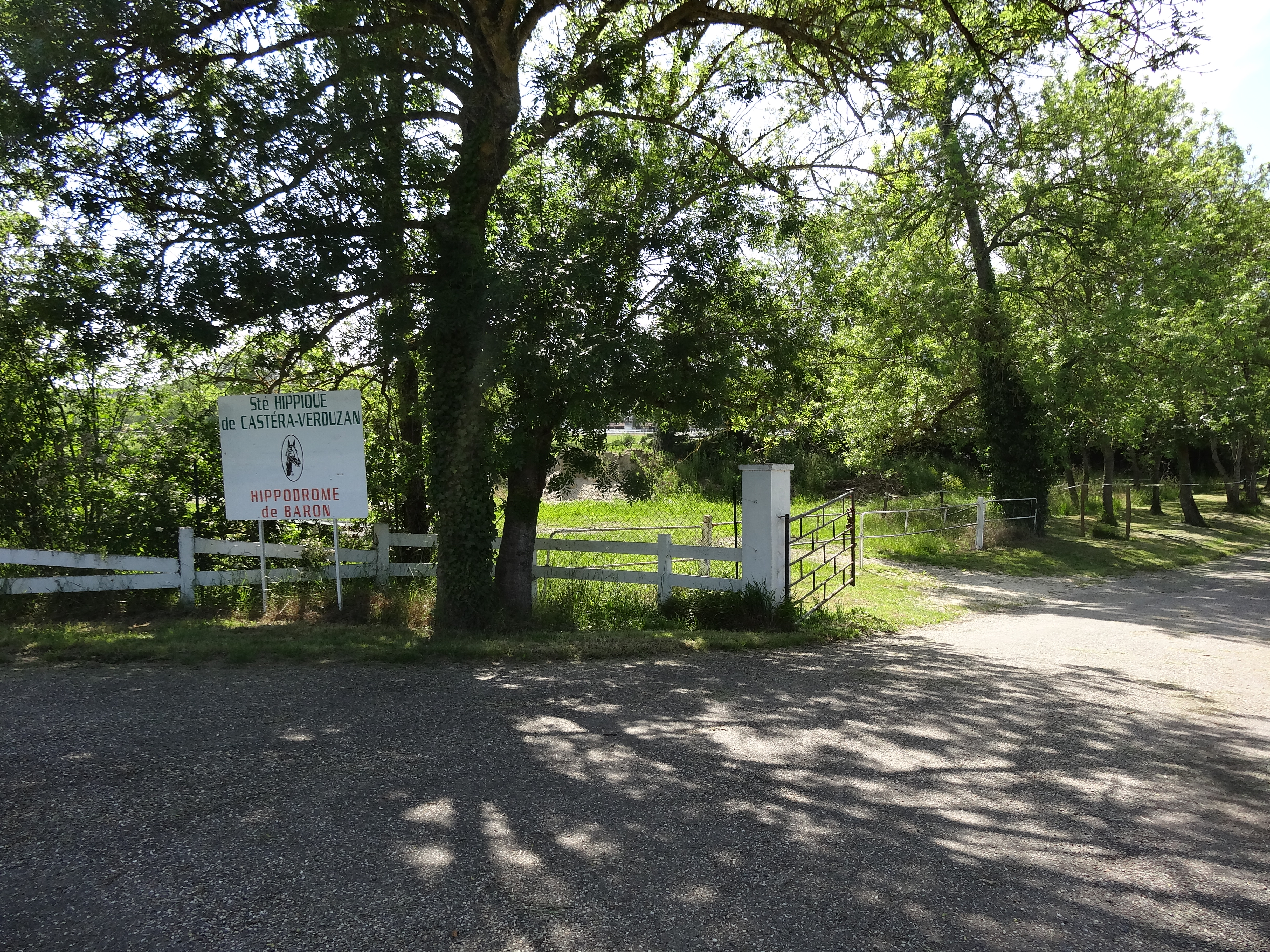
L’entrée.
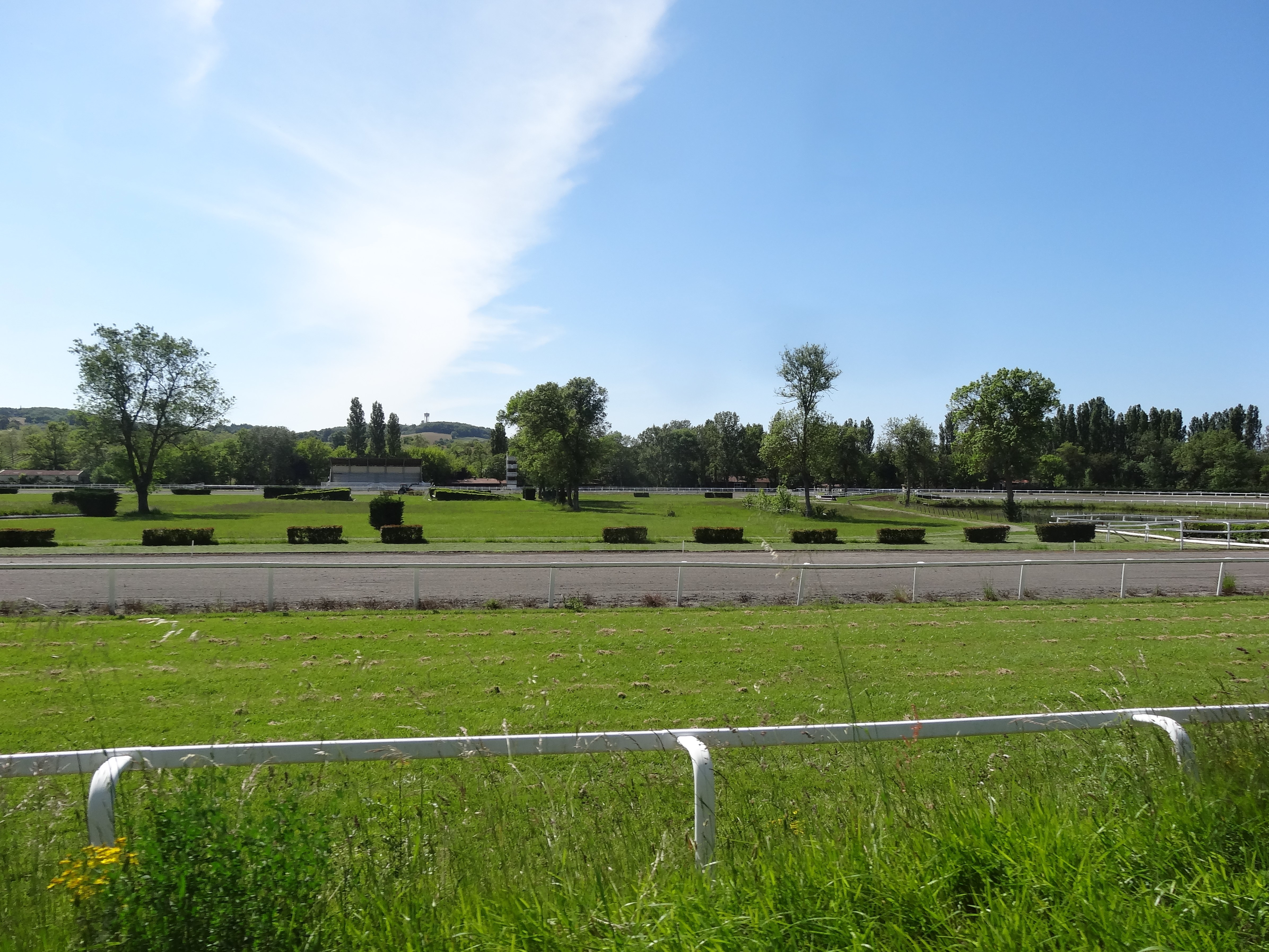
L’hippodrome dans son ensemble.
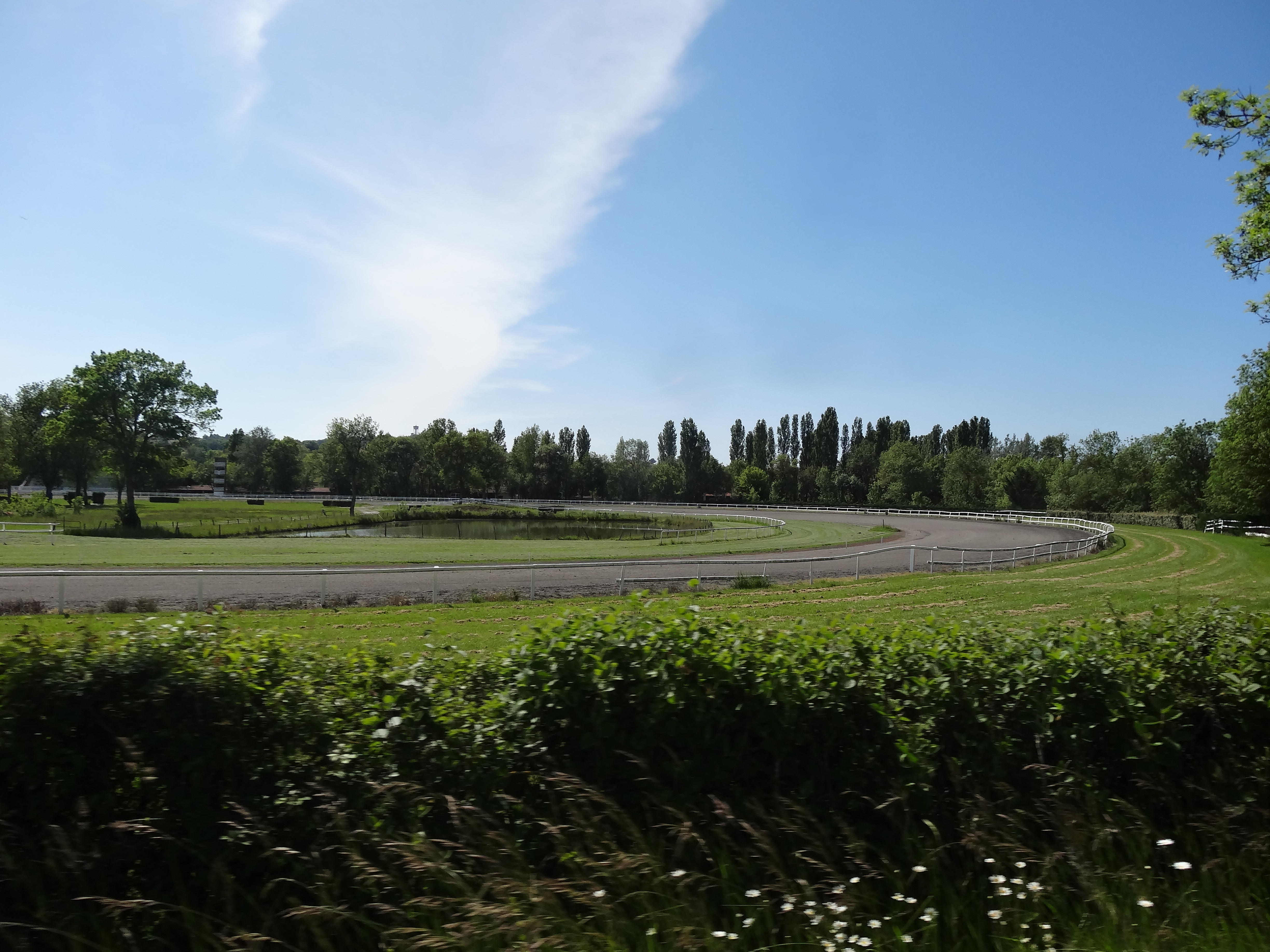
Virage nord.
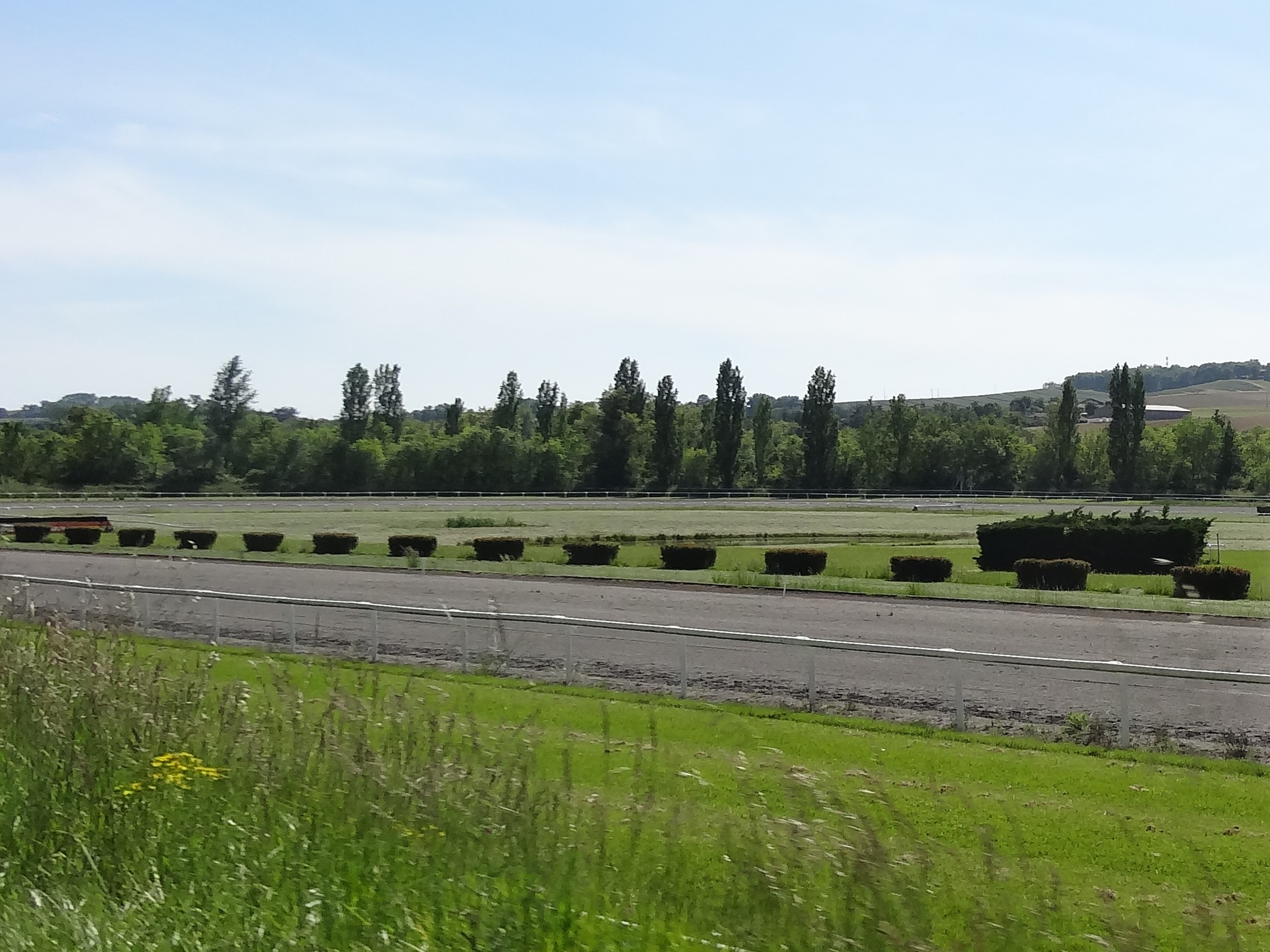
Virage sud.